# Francesca Romana Coluzzi
Francesca Romana Coluzzi Bartoccioni (Tirana, 20 maggio 1943 – Roma, 15 luglio 2009) è stata un'attrice, stuntwoman e scenografa italiana.

## Biografia
Figlia dell'epidemiologo umbro Alberto Coluzzi e di Anna Wimmer, educatrice tedesca di Passavia, era sorella di Mario Coluzzi. Era alta 182 cm, e portava un 46 di numero di scarpa.  Francesca Romana nacque in Albania, dove il padre era stato inviato a svolgere attività di ricerca e lotta antimalarica per l'Istituto di Malariologia Ettore Marchiafava, durante il periodo di occupazione italiana. Dopo l'armistizio di Cassibile, il 14 ottobre 1943 la famiglia fece ritorno a Perugia, per poi trasferirsi alla fine del 1945 nella "Casa delle Palme", una grande casa di campagna sita nella frazione di Monticelli, acquistata dal padre per insediarvi la famiglia e il "Laboratorio sperimentale di indagini malariologiche".
Fin da giovanissima si interessò all'arte: dalla musica, alla poesia e alla pittura. Dotata di un fisico possente e atletico, durante gli studi universitari prese contatto con il mondo del cinema grazie al cugino stuntman Biagio Gambini, lavorandovi saltuariamente come stuntwoman, sostituendo nelle scene pericolose varie attrici come Mylène Demongeot nel film Fantomas 70 e Marisa Mell in Diabolik. Fu anche la controfigura di Gastone Moschin per le riprese subacquee de Il grande colpo dei 7 uomini d'oro. In quel periodo interpretò anche piccoli ruoli per il regista Lucio Fulci e venne contattata da Federico Fellini per una parte importante in 8½, a cui rinunciò per proseguire gli studi.

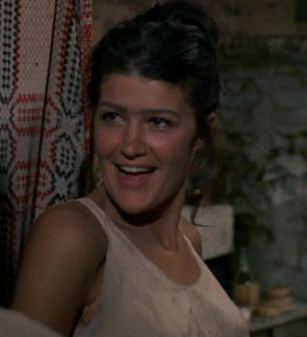
Francesca Romana Coluzzi in Serafino (1968)

Nel 1968 accettò poi di interpretare il ruolo di Asmara in Serafino di Pietro Germi, che le valse una grande popolarità, consegnandole quella maschera, opposta alla sua personalità, di matrona rustica e manesca che l'accompagnerà per gran parte della sua carriera d'attrice. Il film con Germi segnò una svolta nella sua vita e le fece decidere di abbandonare gli studi per dedicarsi interamente all'impegno nell'industria cinematografica. Nonostante il successo di pubblico, si dedicò dapprima alla scenografia, disegnando e realizzando gli interni scenici de Gli intoccabili di Giuliano Montaldo, La monaca di Monza di Eriprando Visconti, Il profeta di Dino Risi e Riusciranno i nostri eroi a ritrovare l'amico misteriosamente scomparso in Africa? di Ettore Scola, nel quale ebbe anche una piccola parte.
Nel 1970 venne scelta da Alberto Lattuada per interpretare l'impegnativo personaggio di Tarsilla Tettamanzi, ideato da Piero Chiara, nel film Venga a prendere il caffè... da noi, e venne consacrata dalla critica con la conquista del Nastro d'Argento alla migliore attrice non protagonista, assegnatole dal Sindacato Nazionale Giornalisti Cinematografici Italiani nel 1971. La sua carriera cinematografica si divise nei successivi quindici anni tra ruoli di caratterista nei film di grande successo della commedia erotica all'italiana e partecipazioni ad opere cinematografiche sperimentali e d'autore.
Nel primo filone divenne una vera icona dei film commerciali degli anni settanta, quasi sempre interpretando ruoli di donne autoritarie e pronte allo scontro fisico, spesso facendo coppia con Lino Banfi e Mario Carotenuto nella parte dei mariti sottomessi con aspirazioni fedifraghe.
Morì a Roma a 66 anni a causa di una neoplasia polmonare e fu seppellita, come espresso dalle sue volontà, nel cimitero di Monticelli frazione del comune di Esperia.

## Vita privata
Dagli anni ottanta, dopo la nascita delle due figlie Sveva e Laila, diradò l'attività cinematografica. Fondò a Roma il laboratorio teatrale Il Minestrone, divenuto poi scuola di recitazione, diretta dalla Coluzzi sino alla sua scomparsa e in seguito dalla figlia Sveva.

## Filmografia

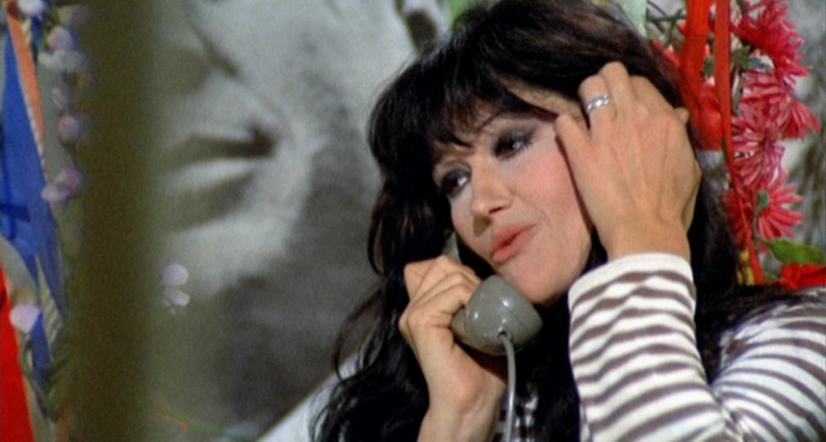
Francesca Romana Coluzzi in La mala ordina (1972)

### Cinema
- 002 Operazione Luna, regia di Lucio Fulci (1965)
- I due parà, regia di Lucio Fulci (1965)
- Riusciranno i nostri eroi a ritrovare l'amico misteriosamente scomparso in Africa?, regia di Ettore Scola (1968)
- Rose rosse per il führer, regia di Fernando Di Leo (1968)
- Serafino, regia di Pietro Germi (1968)
- Mio Mao - Fatiche ed avventure di alcuni giovani occidentali per introdurre il vizio in Cina, regia di Nicolò Ferrari (1970)
- Venga a prendere il caffè... da noi, regia di Alberto Lattuada (1970)
- Io non vedo, tu non parli, lui non sente, regia di Mario Camerini (1971)
- Madness - Gli occhi della luna, regia di Cesare Rau (1971)
- Siamo tutti in libertà provvisoria, regia di Manlio Scarpelli (1971)
- Tedeum, regia di Enzo G. Castellari (1972)
- Anche se volessi lavorare, che faccio?, regia di Flavio Mogherini (1972)
- L'amante dell'Orsa Maggiore, regia di Valentino Orsini (1972)
- La mala ordina, regia di Fernando Di Leo (1972)
- Quello che già conosci del sesso e non prendi più sul serio, regia di Claude Berri (1972)
- Crescete e moltiplicatevi, regia di Giulio Petroni (1973)
- Il sergente Rompiglioni, regia di Pier Giorgio Ferretti (1973)
- Ingrid sulla strada, regia di Brunello Rondi (1973)
- Il maschio ruspante, regia di Antonio Racioppi (1973)
- Il brigadiere Pasquale Zagaria ama la mamma e la polizia, regia di Luca Davan (1973)
- Storia di karatè, pugni e fagioli, regia di Tonino Ricci (1973)
- Il mangiaguardie, regia di Claude Faraldo (1973)
- Giovannona Coscialunga disonorata con onore, regia di Sergio Martino (1973)
- La cugina, regia di Aldo Lado (1974)
- L'insegnante, regia di Nando Cicero (1975)
- Il padrone e l'operaio, regia di Steno (1975)
- Peccato senza malizia, regia di Theo Campanelli (1975)
- Il cav. Costante Nicosia demoniaco ovvero: Dracula in Brianza, regia di Lucio Fulci (1975)
- Occhio alla vedova, regia di Sergio Pastore (1976)
- Storia di arcieri, pugni e occhi neri, regia di Tonino Ricci (1976)
- La portiera nuda, regia di Luigi Cozzi (1976)
- La compagna di banco, regia di Mariano Laurenti (1977)
- Nel più alto dei cieli, regia di Silvano Agosti (1977)
- L'insegnante balla... con tutta la classe, regia di Giuliano Carnimeo (1978)
- L'insegnante al mare con tutta la classe, regia di Michele Massimo Tarantini (1979)
- Lady Football, regia di Italo Martinenghi (1979)
- L'infermiera di notte, regia di Mariano Laurenti (1979)
- Pierino contro tutti, regia di Marino Girolami (1981)
- La settimana al mare, regia di Mariano Laurenti (1981)
- Bollenti spiriti, regia di Giorgio Capitani (1981)
- Quella peste di Pierina, regia di Michele Massimo Tarantini (1982)
- Stesso mare stessa spiaggia, regia di Angelo Pannacciò (1983)
- Champagne in paradiso, regia di Aldo Grimaldi (1983)
- Massimamente folle, regia di Marcello Troiani (1985)
- Yado, regia di Richard Fleischer (1985)
- Per quel viaggio in Sicilia, regia di Egidio Termine (1991)
- Un amore sconosciuto, regia di Gianni Amico (1991)
- Banzai, regia di Carlo Vanzina (1997)
- La via degli angeli, regia di Pupi Avati (1999)

### Televisione
- Gli ultimi giorni di Pompei, regia di Peter R. Hunt – miniserie TV, 3 puntate (1984)
- Professione vacanze – serie TV, episodio 1x05 (1987)
- Investigatori d'Italia, regia di Paolo Poeti – miniserie TV (1987)
- La squadra – serie TV, episodio 2x12 (2001)
- Roma – serie TV, episodio 1x04 (2005)
- Provaci ancora prof! – serie TV, 4 episodi (2005)

Radio
• Il mattiniere, programma d'intrattenimento quotidiano del primo mattino che dava la sveglia agli italiani in onda sul Secondo Programma (poi Radiodue) Radio Rai tutti i giorni dalle 6 alle 7,30 (a piu' riprese alla conduzione nella prima metà anni '70).

## Riconoscimenti
- Nastro d'argento
  - 1971 – Migliore attrice non protagonista per Venga a prendere il caffè... da noi

- Globo d'oro
  - 1971 – Miglior attrice rivelazione per Venga a prendere il caffè... da noi

## Doppiatrici
- Vittoria Febbi in Crescete e moltiplicatevi, Giovannona coscialunga disonorata con onore
- Dhia Cristiani in 002 operazione Luna
- Deddi Savagnone in Serafino
- Elsa Camarda in Venga a prendere il caffè... da noi
- Rita Savagnone in Il maschio ruspante
- Oreste Lionello in L'insegnante
- Anna Rita Pasanisi in Banzai